# Вершина мира (трасса)

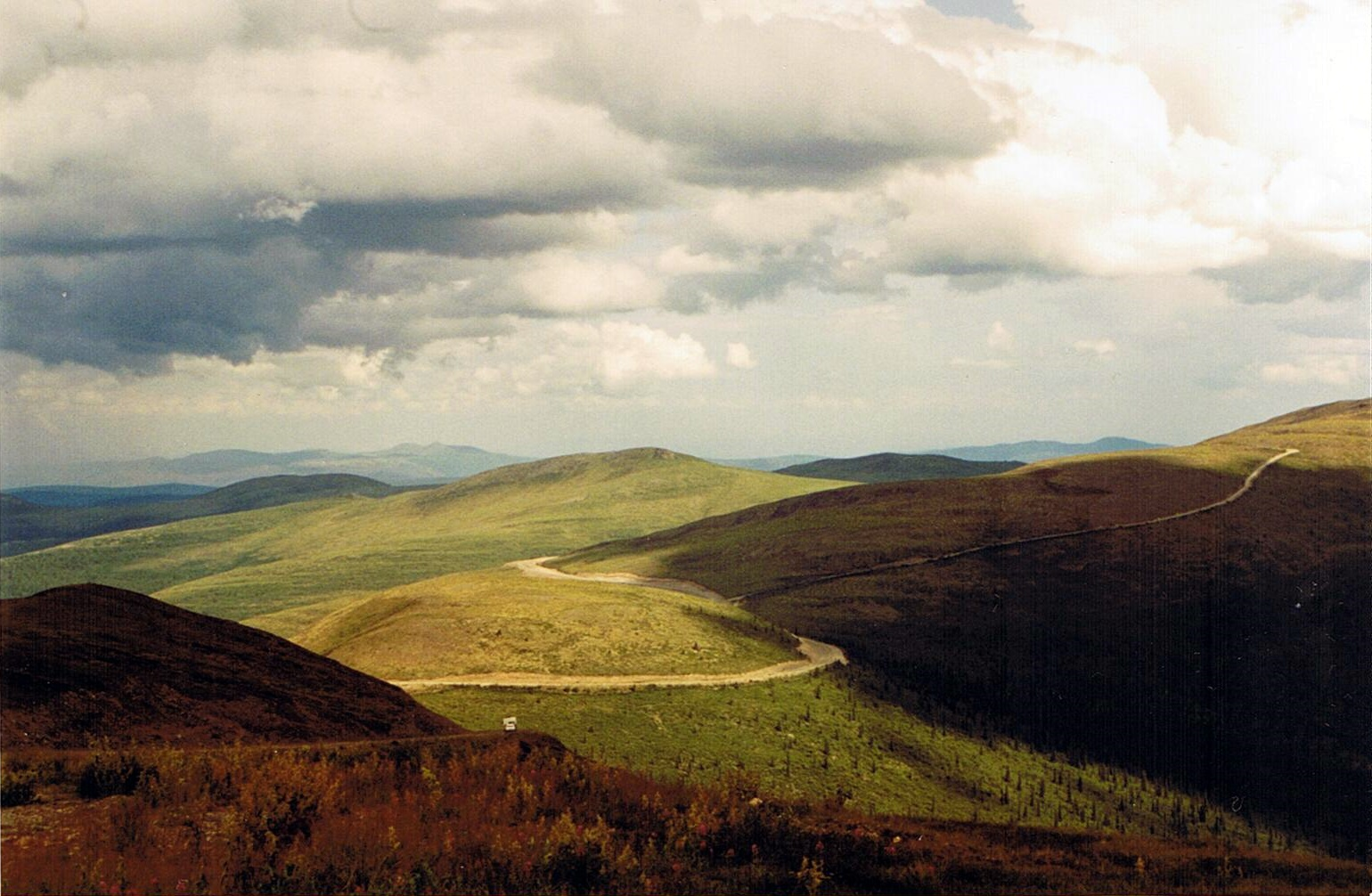

Трасса Вершина мира, другое название - Юконская трасса 9, соединяет город Доусон с границей между штатом Аляска, США и территорией Юкон, Канада. Протяженность трассы по территории Юкона составляет 105,9 км. Трасса поддерживается Юконом в летнее время.
Трасса Вершина мира проходит преимущественно по живописным горам. На территории Аляски трасса носит название трассы Тэйлор.
|  |